# هنریکه پاچیکو لیما
هنریکه پاچیکو لیما (به پرتغالی: Henrique Pacheco de Lima) هافبک اهل برزیل است که در شهر لوندرینا و در تاریخ ۱۶ مهٔ ۱۹۸۵ به دنیا آمده‌است.
هنریکه پاچیکو لیما در تیم‌های فوتبال Londrina سابقهٔ حضور دارد.